# Ревбинцы
Ре́вбинцы (укр. Ревбинці) — село в Чернобаевском районе Черкасской области Украины.
Население по переписи 2001 года составляло 853 человека. Занимает площадь 4,553 км². Почтовый индекс — 19943. Телефонный код — 4739.

## Местный совет
19943, Черкасская обл., Чернобаевский р-н, с. Ревбинцы, ул. Ленина, 2.